# The Fear in My Heart
The Fear in My Heart is een Engelstalige single van de Belgische zanger Luc Van Acker uit 1983.
De  B-kant van de single was het liedje Jump and Shout.
Het nummer verscheen op het album The Ship uit 1984.

## Meewerkende artiesten
- Luc Van Acker (basgitaar, gitaar, keyboards, klokkenspel, programmatie, zang)